# Live vol. 2
Live vol. 2 er Gnags' andet livealbum, udgivet i 1992. Det er optaget på Rockscenen, Midtfyns Festival, lørdag den 4. juli 1992, med indspilningsudstyr fra Werner Studio. Albummet er mixet af John Hudson i Mayfair Studios i London, september 1992. Vinyludgaven er udsendt som dobbelt-lp, mens cd-udgaven er udgivet som en enkelt cd.
Gnags' første livealbum, Live vol. 1, udkom i 1981.

## Numre

### Side 1
1. "Lygtemandens sang" (4:45)
2. "Mr. Swing King" (5:59)
3. "Lav sol over Århus" (3:53)
4. "Danmark" (5:56)
5. "Er vi i live eller hva?" (4:30)

### Side 2
1. "Under bøgen" (3:38)
2. "Dansende blå linealer" (5:27)
3. "Når jeg bliver gammel" (3:51)
4. "Havnen med skibe" (3:43)

### Side 3
1. "Et kys i solen" (6:09)
2. "Den syngende sømand" (6:18)
3. "Burhøns" (8:46)

### Side 4
1. "Safari" (5:17)
2. "Rytmehans" (7:00)